# Bobsleigh nos Jogos Olímpicos de Inverno de 1976
O bobsleigh nos Jogos Olímpicos de Inverno de 1976 foi realizado em Innsbruck, na Áustria. Dois eventos estiveram em disputa: prova de duplas e por equipes.

## Medalhistas
| Evento           | Ouro | Prata                                                                          | Bronze |
| ---------------- | --- | ------------------------------------------------------------------------------ | --- |
| Duplas detalhes  | Alemanha Oriental II Meinhard Nehmer Bernhard Germeshausen GDR Alemanha Oriental                               | Alemanha Ocidental I Wolfgang Zimmerer Manfred Schumann FRG Alemanha Ocidental | Suíça I Erich Schärer Josef Benz SUI Suíça                                                                     |
| Equipes detalhes | Alemanha Oriental I Meinhard Nehmer Jochen Babock Bernhard Germeshausen Bernhard Lehmann GDR Alemanha Oriental | Suíça II Erich Schärer Ulrich Bächli Rudolf Marti Josef Benz SUI Suíça         | Alemanha Ocidental I Wolfgang Zimmerer Peter Utzschneider Bodo Bittner Manfred Schumann FRG Alemanha Ocidental |

## Quadro de medalhas
| Ordem | País                   | Medalha de ouro | Medalha de prata | Medalha de bronze |   |
| ----- | ---------------------- | --------------- | ---------------- | ----------------- | - |
| 1     | GDR Alemanha Oriental  | 2               |                  |                   | 2 |
| 2     | FRG Alemanha Ocidental |                 | 1                | 1                 | 2 |
| 2     | SUI Suíça              |                 | 1                | 1                 | 2 |
| TOTAL | TOTAL                  | 2               | 2                | 2                 | 6 |